# Kaszner Irén
Kaszner Irén (Kisvárda, 1941. február 16. – 1997. április 15.) magyar bábszínésznő, tanár.

## Pályafutása
A Bábstúdióban szerezte diplomáját 1962-ben. Ezután 1982-ig az Állami Bábszínháznak volt a tagja, ezt követően pedig szabadfoglalkozású bábművészként dolgozott. Önálló műsoraival és saját készítésű bábjaival iskolákban és óvodákban rendszeresen fellép. 1985-től a Zsámbéki Tanítóképző Főiskola adjunktusa volt, ahol bábjátékot tanított.

## Fontosabb szerepei
- Gonosz tündér (Ignácz Rózsa: Csipkerózsika)
- Banya, Nevelőnő (Andersen – Szilágyi Dezső: A bűvös tűzszerszám)
- Gonosz mostoha (Petőfi – Szilágyi: János vitéz)
- Hermia (Shakespeare: Szentivánéji álom)
- Tűz királyné (Arany János – Gáli J.: Rózsa és Ibolya)
- Ezüst lány (Hegedűs Géza – Kardos G. György: Fehérlófia)
- Halál (Golebska: Repülj nóta)
- Egérke - Mazsola és Tádé (színes magyar bábfilmsor., 1971)
- Történetek a BÁB állatovoda életéből (összeállította és előadta Kaszner Irén bábszinész, forrás: reklám szórólap)